# Cabestana cutacea
Cabestana cutacea is een slakkensoort uit de familie Cymatiidae. De wetenschappelijke naam werd gepubliceerd in 1767 door Carl Linnaeus.

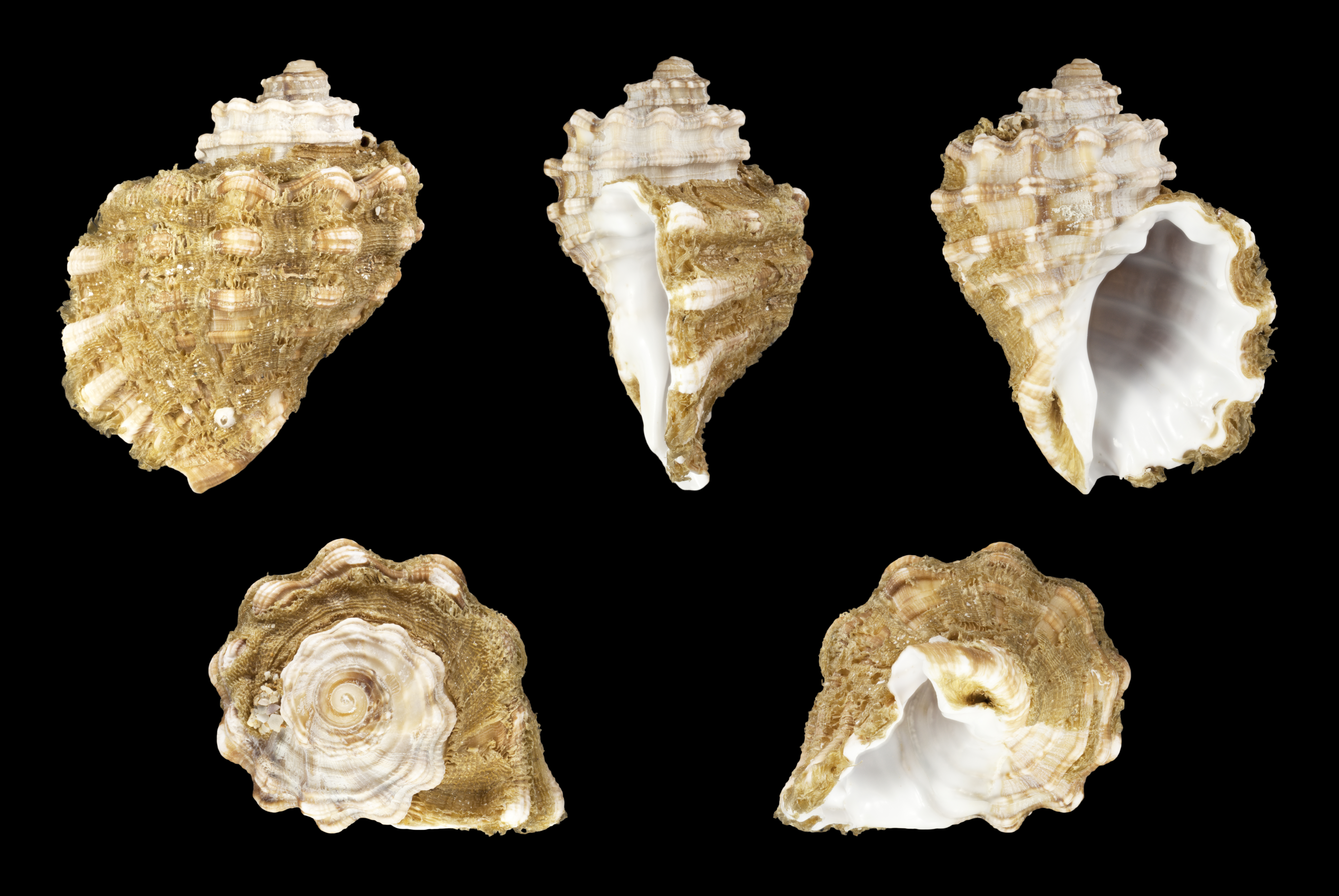
Cabestana cutacea dolaria